# Mieczysław Markowski (1878–1940)
Mieczysław Markowski (ur. 6 marca 1878 w Rypinie, zm. 21 czerwca 1940 w Palmirach) – działacz społeczny, burmistrz Piaseczna w latach 1937–1939, radny Piaseczna od 1927 roku.
Uczęszczał do V Gimnazjum Miejskiego w Warszawie. Odbył służbę wojskową w wojsku rosyjskim, służył w Symbirsku. Po powrocie do Warszawy wstąpił na Uniwersytet Warszawski, gdzie studiował farmację. W 1904 roku uzyskał dyplom prowizora farmacji. Wcielony do wojska rosyjskiego brał udział w wojnie rosyjsko-japońskiej. Właściciel apteki w Piasecznie. Był założycielem w Piasecznie Towarzystwa Gimnastycznego „Sokół” i Związku Ludowo-Narodowego, którego był pierwszym prezesem. Na początku lat trzydziestych został prezesem Zrzeszenia Właścicieli Nieruchomości. Aresztowany przez Gestapo i osadzony na Pawiaku 20 maja 1940 roku. 21 czerwca 1940 został rozstrzelany przez Niemców w Palmirach.
Odznaczony rosyjskimi Orderami św. Stanisława i św. Jerzego oraz medalem Dziesięciolecia Odzyskania Niepodległości i brązowym medalem Za Zasługi dla Pożarnictwa. W 1948 pośmiertnie odznaczony Złotym Krzyżem Zasługi.